# Molokaʻi
Molokaʻi (deutsch meist Molokai), auch als The friendly island bezeichnet, ist eine der acht vulkanischen hawaiischen Hauptinseln. Sie zählt 7345 Einwohner (Stand 2010). Es ist die einzige hawaiische Insel, die zu zwei Bezirken gehört, dem Maui County sowie dem kleinen Kalawao County. Größter Ort ist Kaunakakai an der Südküste mit 3425 Einwohnern (Stand 2010). Im Nordosten befinden sich mit den ʻOloʻupena Falls (900 m) und Puʻukaʻōkū Falls (840 m) die höchsten Wasserfälle der Vereinigten Staaten.
Molokaʻi wird gerne die am meisten hawaiische Insel, vordem auch „vergessene Insel“ genannt, da sie dünn besiedelt, zum größten Teil unberührt und noch weitestgehend vom Massentourismus verschont geblieben ist. 62 % der Einwohner sind Hawaiier.  Die Bevölkerung versucht den Tourismus einzudämmen und auf die Westküste zu beschränken, was jedoch die Entstehung von Arbeitsplätzen behindert. Molokaʻi wies im Jahr 2017 die höchste Arbeitslosenquote von Hawaii auf. Bereits 2003 lebten 56 % der Bevölkerung unter der von der Bundesregierung festgelegten Armutsgrenze. Die größte Befürchtung der Einwohner ist, dass ihre Insel von einem Milliardär aufgekauft wird, wie es mit der Nachbarinsel Lānaʻi geschah.
Auf Molokaʻi findet man die Geburtsstätte der Hulagöttin Laka, in jedem Jahr wird auf Molokaʻi am dritten Wochenende im Mai die Geburt des Hula gefeiert. 

## Geschichte

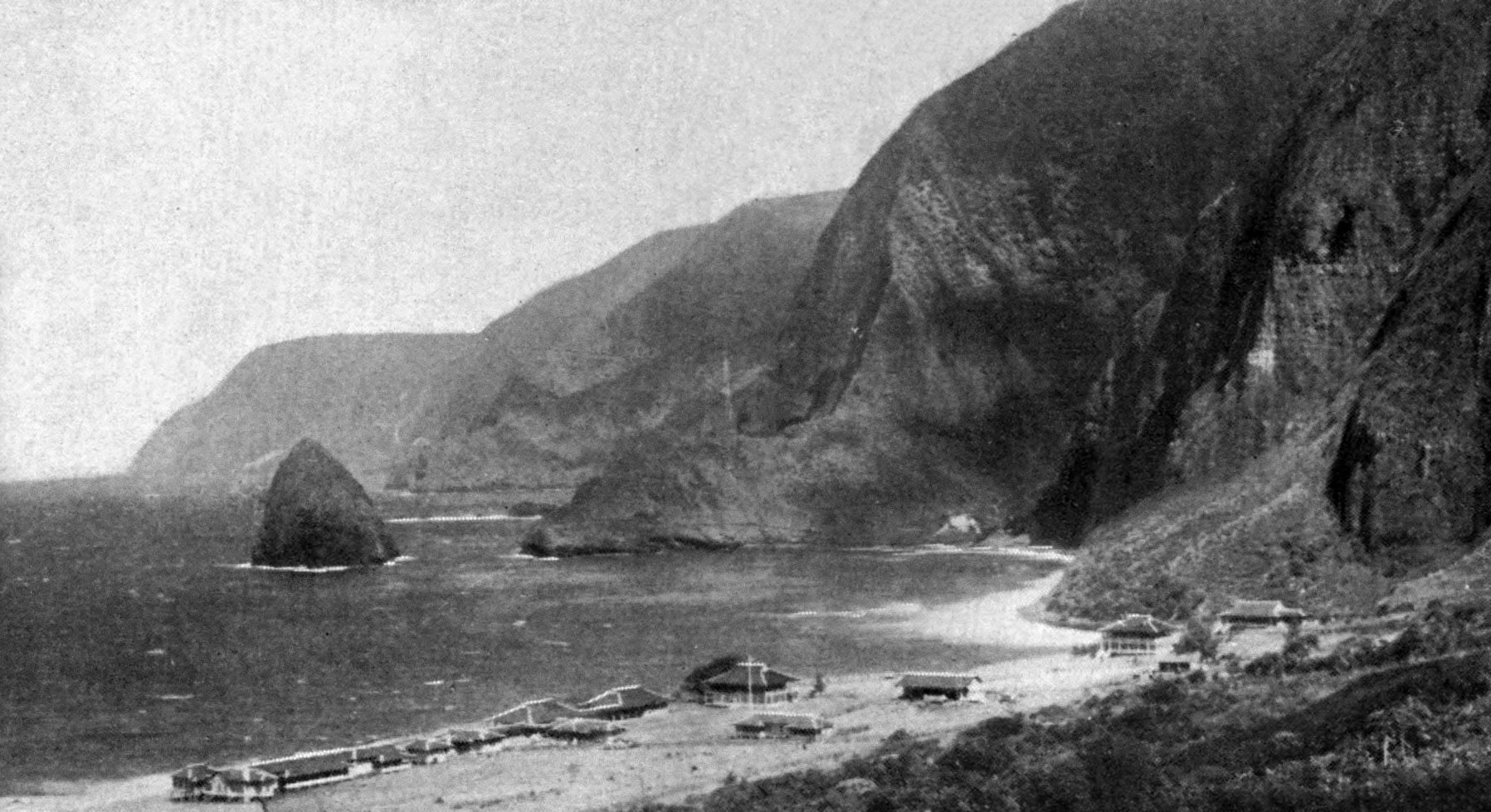
Leprakolonie 1907 auf Molokaʻi

Im Jahre 1795 unterwarf König Kamehameha I. die Insel in einer blutigen Schlacht. In späteren Jahren mussten die Inselbewohner in harter Fronarbeit für den König die Sandelholzwälder fällen und diese dann auf die Schiffe transportieren.
Die ersten Europäer, die Molokaʻi betraten, wurden von Kapitän George Dixon im Jahr 1786 angeführt. 1832 wurde die erste permanente Missionarstation gegründet. 
Molokaʻi war auch wegen seiner Zuckerfabrik bekannt, die ein deutscher Einwanderer, Rudolph Wilhelm Meyer, der 1850 auf die Insel kam, 1878 eröffnete. Durch seine Heirat mit der Häuptlingin Kalama Waha, mit der er elf Kinder hatte, konnte Meyer die neuere Geschichte der Insel beeinflussen und Zuckerrohr, Kartoffeln, Weizen, Mais und Kaffee anbauen. In Zusammenarbeit mit König Kamehameha V. verwaltete er dessen Ländereien der Molokai-Ranch.
Im Jahre 1866 wurde die abgelegene Halbinsel Kalaupapa zur Quarantänestation für Leprakranke erklärt. Dieses vom Rest der Insel schwer erreichbare Gebiet bildete später das Kalawao County. Der belgische Missionar Pater Damian de Veuster kümmerte sich hingebungsvoll um die Ausgestoßenen, bis er 1889 selbst an Lepra starb. Der Missionar, der 2009 heiliggesprochen wurde, wird heute noch von den Einheimischen verehrt.
Auf der Insel starb auch der damals 52-jährige Polynesier Keanu an einer tödlichen Leprainfektion durch den deutsch-englischen Dermatologen Eduard Arning. Arning hatte Keanu am 28. September 1884 infiziert, um den Nachweis der Ansteckung, der ihm schon in Tierversuchen gelungen war, auch an gesunden Menschen zu erbringen.
Am 22. Mai 1889 besuchte der schottische Schriftsteller Robert Louis Stevenson die Leprastation und berichtete darüber in einem Brief an seine Ehefrau. 18 Jahre später tat es ihm der amerikanische Schriftsteller Jack London nach.
Durch big grandma Kailiʻohe Kamaʻekua (1816–1931) von der Insel Molokaʻi wurden Beschreibungen aus dem Alltagsleben der alten Hawaiier gegeben. Sie erhielt seinerzeit von der dortigen Prophetin Makaweliweli den Ehrennamen Kiha Wahine Lulu o na Moku („Gesegnete/Heilige Frau – Wächter der Inseln“).
Im Jahr 1920 verabschiedete die US-Regierung den Hawaiian Homes Commission Act, mit dem nativen Hawaiiern Land zur Agrarproduktion für einen US-Dollar pro Jahr zur Verfügung gestellt wurde. Das Pilotprojekt wurde auf Molokaʻi gestartet. An der Nordküste Molokaʻis leben noch heute die meisten Ureinwohner Hawaiis.
Hafenanlagen und die alte Zuckerrohrfabrik, die in ein Museum verwandelt wurde, zeugen von der jüngeren Geschichte.

## Tourismus

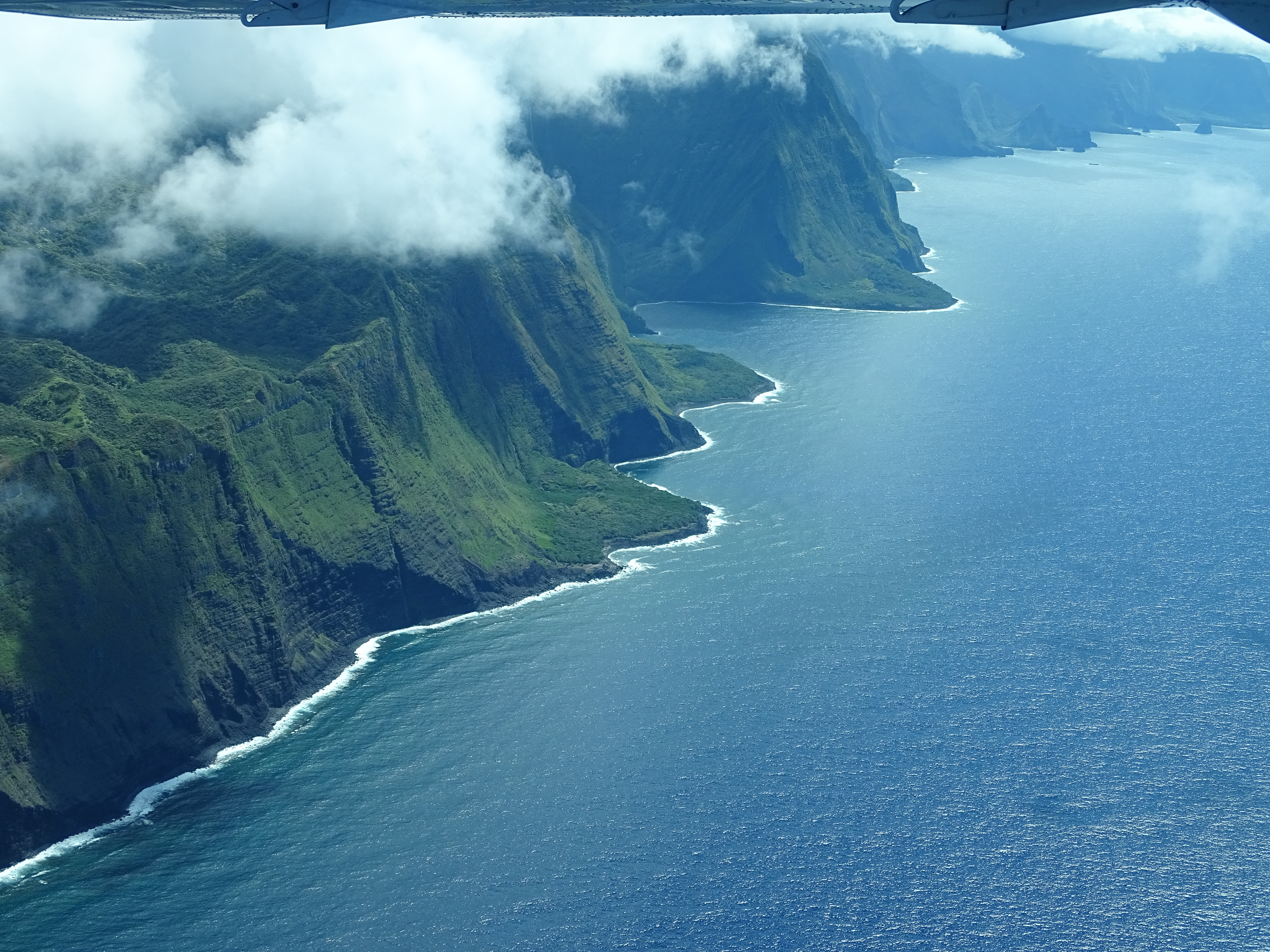
Klippen an der Nordküste von Molokaʻi

Die Zahl der Touristen auf Molokaʻi ist relativ gering. Im Jahr 2015 kamen rund 65.000 Besucher auf die Insel. Nachdem Ende Oktober 2016 der Fährbetrieb zwischen Molokaʻi und Maui eingestellt wurde, ist nun mit einer noch geringeren Zahl zu rechnen. An der Südküste ist das Meer, bedingt durch ein vorgelagertes Riff, sehr ruhig und seicht. An der Ostküste, entlang des Highway 450, findet man schöne Badebuchten, die auch zum Schnorcheln geeignet sind. Die schönsten Strände befinden sich im Westen Molokaʻis, unter anderem sind dies Kawakiu Beach und Papohaku Beach, allerdings sind hier der Wellengang und die Strömung sehr stark ausgeprägt. Der zwischen Molokaʻi und Oʻahu verlaufende Molokaʻi Express gilt als eine der stärksten Meeresströmungen und ist bei Wassersportlern berüchtigt. In der Nähe von Maunaloa, im Westen der Insel, wird in einem Park, in dem afrikanische und fernöstliche Tierarten gezüchtet werden, eine Molokai Ranch Wildlife Park Safari angeboten. Den Molokaʻi Forest Reserve kann man per Fuß oder Geländewagen erkunden und auf der Main Forest Road gelangt man schließlich auf den 1512 m hohen Mt. Kamakou und den 1000 m hohen Waikolu Lookout. Das Hālawa Valley erreicht man über den Highway 450. Ein kurzer Wanderweg führt durch das grüne Tal zu den 75 m hohen Moaʻula Falls. Eine vierstündige Führung durch die alte Leprakolonie zeigt das Leben und Wirken des bekannten Missionars Pater Damian de Veuster.

## Landwirtschaft
Molokaʻi verfügt über eine landwirtschaftliche Nutzfläche von 41.854 Acres (fast 17.000 Hektar) und liegt damit nach Hawaii an zweiter Stelle der Hawaii-Inseln. Die größte Fläche wird für die Viehzucht genutzt, ansonsten werden verschiedene Agrarprodukte, darunter Gemüse, Mais, tropische Früchte, Taro, Blumen und Kaffee angebaut.

### Molokai-Ranch
Die Molokai-Ranch macht mit ihren 225 km² 35 % der Fläche Molokaʻis aus und war bis zu ihrer weitgehenden Schließung im Jahr 2008 der größte Arbeitgeber der Insel. Von der Schließung waren auch die beiden Hotels und der 18-Loch-Golfplatz auf dem Grundstück betroffen. Die Besucherzahlen auf der Fähre von Maui brachen daraufhin um 25 % ein. Die Eigentümergesellschaft, Guoco Leisure Ltd, begründete die Schließung mit den Protesten der Bevölkerung gegen die Pläne des Unternehmens, 200 Parzellen am Laau Point an der Südwestspitze Molokaʻis mit Immobilien zu entwickeln. Im Jahr 2014 wurde die Rinderzucht wieder aufgenommen, die Hotels und der Golfplatz blieben aber weiterhin geschlossen. Im September 2017 wurde die Molokai-Ranch für 260 Millionen Dollar zum Verkauf angeboten.